# Jean-Paul Wall
Jean-Paul Ingemarsson Wall, född 21 januari 1964 i Stockholm, är en svensk kompositör.
Han har spelat in en låt med Pernilla Wahlgren på hennes album som släpptes 1989. Efter att ha slagit igenom med popduon Surfturf i slutet av 1980-talet släppte han ett självbetitlat soloalbum 1990. Han var också med i den så kallade Stjärnkören bakom Tommy Nilsson i En dag som vann Melodifestivalen 1989.
Wall återkom i 2000-talets början som kompositör för musik i film och TV. Walls filmmusik innehåller ofta starka melodier och element från hans låtar.

## Filmmusik (i urval)
- 2003 – Dieten
- 2003 – Paragraf 9 (TV-serie)
- 2004 – Graven
- 2004 – The Headhunter
- 2004 – Lilla Jönssonligan på kollo
- 2005 – Medicinmannen (TV-serie)
- 2005 – Vinnare och förlorare
- 2006 – Kronprinsessan (TV-serie)
- 2007 – Allt om min buske
- 2007 – Andra avenyn (TV-serie)
- 2009 – Göta kanal 3 – Kanalkungens hemlighet
- 2013–2023 – Maria Wern (TV-serie)
- 2013 – Åsa-Nisse – wälkom to Knohult
- 2013 – Lasse-Majas detektivbyrå – von Broms hemlighet
- 2014 – Lasse-Majas detektivbyrå – Stella Nostra
- 2014 – Lasse-Majas detektivbyrå – Skuggor över Valleby
- 2019 – En komikers uppväxt

## Musik till TV-program
- 2001–2010 – Uppdrag granskning (vinjett)
- 2005–2009 – Wild Kids
- 2008 – Skägget I Brevlådan
- 2015 – The Team

### Singel/maxi som del av gruppenThe Sylvesters
- "Happy, Happy Year for Us All" (1990)